# الجزر البركانية

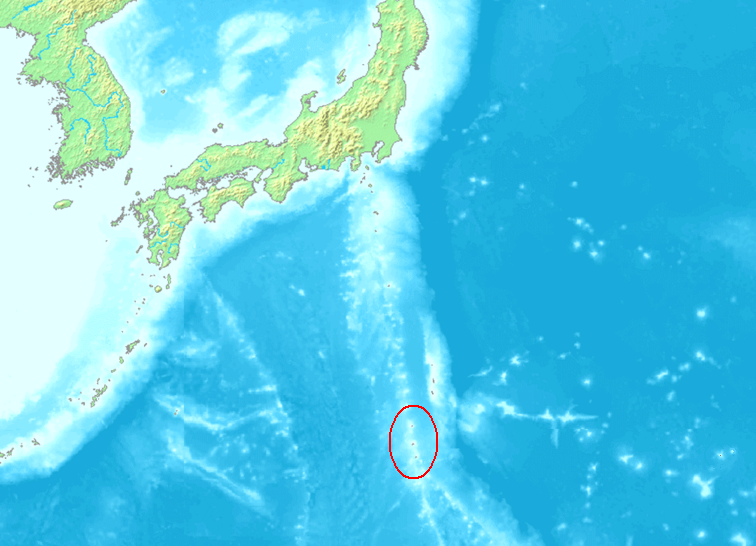
موقع الجزر.

الجزر البركانية (باليابانية: 火山列島) هي ثلاث جزر يابانية بركانية صغيرة في المحيط الهادئ الغربي.
تقع الجزر البركانية بين جزر بونين (شمالاً) وجزر ماريانا (جنوباً).

## الجغرافيا
الجزر البركانية الثلاثة هي:
- آيوو جيما (باليابانية: 硫黄島)، وتُعتبر كُبراها.
- كيتا آيوو (باليابانية: 北硫黄島).
- مينامي آيوو (باليابانية: 南硫黄島).

## التاريخ
في عام 1945 م، دارت معارك ضارية في هذه الجزر بين القوات اليابانية والقوات الاميركية.